# 妙之异境巴黎
《妙之异境巴黎》，是ELLE和优酷联合出品的“ELLE520我爱你”女性系列短片三部曲之（另两部为《赌城月色》、《非典情人》），华裔美籍导演陈奕利监制、知名摄影师、导演、MV制作人Stéphane Sednaoui拍摄、周冬雨主演，于2012年6月18日在优酷网首发。

## 概述
讲述了“一个女孩怎样长大的故事”，一段跨越巴黎中国、穿越时代的奇幻异境之旅。